# Pteris degoesi
Pteris degoesi là một loài dương xỉ trong họ Pteridaceae. Loài này được hort., La Tribune mô tả khoa học đầu tiên năm 1910.
Danh pháp khoa học của loài này chưa được làm sáng tỏ. 